# 埃斯科斯 (大西洋比利牛斯省)
埃斯科斯（法語：Escos，法語發音：[ɛskɔs]）是法国大西洋比利牛斯省的一个市镇，位于该省北部偏西，属于波城区。

## 地名
该地名“Escos”发音为[ɛskɔs]，末尾字母“s”发音，《世界地名翻译大辞典》与《世界地名译名词典》将其误译作“埃斯科”。

## 地理
埃斯科斯（43°26'49"N, 0°59'52"W）面积5.61 平方千米，位于法国新阿基坦大区大西洋比利牛斯省，该省份为法国东南部省份，涵盖了贝阿恩与北巴斯克，西临大西洋比斯開灣，北至朗德省，东北接热尔省，东临上比利牛斯省，南与西班牙接壤。
与埃斯科斯接壤的市镇（或旧市镇、城区）包括：阿比坦、欧特里沃、卡斯塔涅德、拉巴斯蒂德自由城、奥拉斯。
埃斯科斯的时区为UTC+01:00、UTC+02:00（夏令时）。

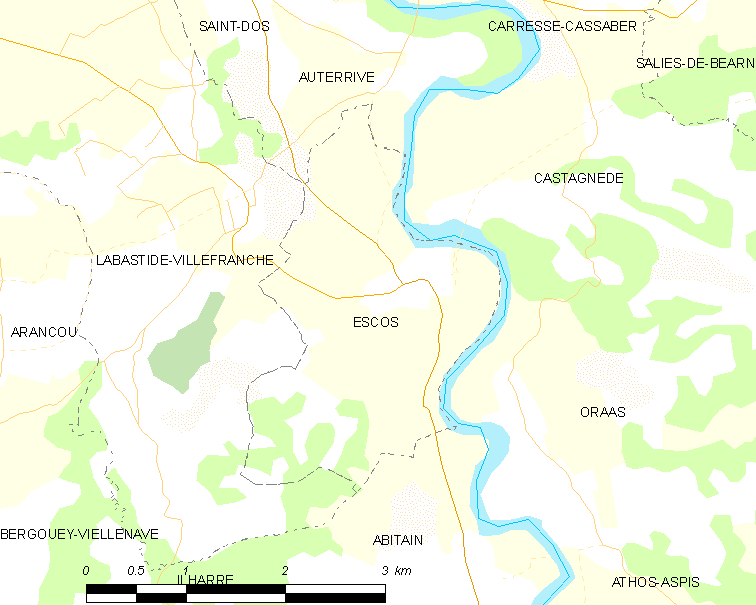
埃斯科斯的OSM定位图

## 行政
埃斯科斯的邮政编码为64270，INSEE市镇编码为64205。

## 政治
埃斯科斯所属的省级选区为奥尔泰兹-激流与盐之地县。

## 人口

1962-2008年间埃斯科斯人口变化图示

埃斯科斯于2022年1月1日时的人口数量为237人。